# Піст Естер
Піст Естер (івр. תַּעֲנִית אֶסְתֵּר, Тааніт Естер) — в юдаїзмі день жалоби і посту, що триває від світанку до настання сутінків 13-го адара, в переддень свята Пурим. Якщо тринадцяте адара випадає на Суботу (Шабат), піст переноситься на  передуючий Суботі четвер (11 адара).
Так як піст Естер не входить до числа чотирьох згаданих в Писанні громадських постів, закони його дотримання м'якше: не поститися дозволено вагітним, годуючим матерям, хворим, тим хто приймає антибіотики, у кого болять очі, хто виконує важку роботу, а також наречені всі сім днів весільного святкування. Всі перераховані вище повинні будуть «сплатити» пропущений піст згодом.

## Історія
Піст був встановлений в пам'ять про події Пурима, коли з ініціативи Есфір (Естер) євреї Персії постилися і молилися про порятунок від винищення їх підступним Аманом.
Поширена помилка, що піст був прийнятий євреями за часів Естер за всі наступні покоління: «як самі вони встановили для себе і для нащадків своїх щодо посту і молитви» (Книга Естер, 9:31). Насправді ці рядки належать до чотирьох постів, пов'язаних з трауром по втраченому Храму, а піст Естер виник за часів гаонів і вперше згаданий в талмудичному трактаті «Софрім».
У раввіністичній традиції прийнято вважати, що Есфір (Естер) постила 14, 15 і 16 нісана, тобто напередодні та у перші два дні свята Песах. За однією з версій, сьогоднішній піст Естер встановлений в пам'ять про ці події і перенесений на переддень Пурима, оскільки постити в Песах заборонено.
За іншою версією, піст пов'язаний зі звичаєм постити перед битвою — вважалося, що це допомагає отримати небесне благословення. В такому випадку, євреї могли постити перед битвою з прихильниками Амана.
Фактично, піст Естер — це ще один, додатковий, піст в пам'ять про руйнування Храму.